# Андромах (стратег)
Андромах (др.-греч. Ἀνδρόμαχος) — македонский военачальник. В 332 году до н. э. был назначен командиром военного контингента македонян в Келесирии, однако вскоре восставшие жители Самарии сожгли его заживо. Причиной восстания, возможно, стало неуважение Андромаха к местным традициям.

## Биография
Согласно Арриану, Андромах руководил кипрскими кораблями, которые блокировали северную «сидонскую» гавань финикийского города Тира во время его осады в 332 году до н. э.
Согласно Квинту Курцию Руфу, Андромах по распоряжению Пармениона после взятия Тира был назначен «правителем Келесирии». Вскоре жители палестинского города Самарии, который входил в состав Келесирии, восстали и сожгли Андромаха заживо, что заставило Александра Македонского направить войска в мятежный регион. После подавления восстания и казни его зачинщиков македонский царь поставил на место Андромаха Менона.

## Оценки
Среди историков нет единого мнения относительно степени влияния Андромаха и занимаемого им поста. В. Чериковер отмечает, что источники отличают «правителей Сирии» от «правителей Келесирии», Андромах же в одном фрагменте указан как «правитель Келесирии», в другом — как «правитель Сирии». По мнению А. С. Шофмана, это свидетельствует о неполном покорении Сирии, наличии в стране очагов сопротивления. Также историк отмечал, что данный случай стал первым эпизодом восстания против македонян в покорённых Александром землях. И. Ш. Шифман и П. Фор считали, что Андромах был одним из множества военных македонских наместников в новых провинциях; В. Хеккель же считал, что Андромах выполнял функцию стратега при самаритянском правителе Санваллате. Г. Берве также называл Андромаха македонским стратегом. Восстание самаритян и особо жестокую казнь Андромаха он связал с неуважением македонского военачальника к местным верованиям и традициям. В своём исследовании об административном управлении Сирии при Александре Македонском А. Босворт представил следующую последовательность событий. По мнению историка, Парменион передал управление военным контингентом македонян в Сирии летом 332 года до н. э. Андромаху. Вскоре военная администрация в Сирии была разделена. Военный контингент в северной части возглавил Менон, а Андромах остался руководить войсками в южной части Сирии. После гибели Андромаха его функции перепоручили Менону.
Также в историографии существуют различные мнения относительно идентичности Андромаха-наварха при Тире и Андромаха — военного наместника в Сирии. Г. Берве считал, что речь идёт о разных людях, также он не исключал возможности идентичности Андромаха-наварха и Андромаха, сына Гиерона, имя которого встречается при описании последующих событий походов Александра. Ю. Керст считал их идентичность возможной, однако отмечал, что при имеющемся состоянии источников её невозможно доказать. В. Хеккель утверждал, что «существует сильное искушение» отождествить Андромаха-наварха и Андромаха — сирийского наместника, однако историк не был уверен, что Андромах-наварх был македонянином, а не киприотом. Также он отмечал, что идентичность Андромаха-наварха и Андромаха, сына Гиерона, маловероятна, но возможна.